# Tití gris
El tití gris (Plecturocebus moloch) és una espècie de primat del gènere Plecturocebus, dins la família dels pitècids (Pitheciidae). Com tots els titís, és un primat relativament petit, amb el pelatge espès i suau. Té una llargada corporal de 33 cm, amb un pes de 700-1.200 g. Els mascles són una mica més pesants que les femelles. És un dels titís de més àmplia distribució. Viu a l'est de la conca de l'Amazones, als estats brasilers de Pará i Mato Grosso.